# هيلين مارتن
هيلين مارتن (بالإنجليزية: Helen Martin)‏ هي ممثلة أمريكية، ولدت في 23 يوليو 1909 بسانت لويس في الولايات المتحدة، وتوفيت في 25 مارس 2000 في الولايات المتحدة بسبب نوبة قلبية.

## وصلات خارجية
- هيلين مارتن على موقع IMDb (الإنجليزية)
- هيلين مارتن على موقع ميوزك برينز (الإنجليزية)
- هيلين مارتن على موقع قاعدة بيانات برودواي على الإنترنت (الإنجليزية)
- هيلين مارتن على موقع إن إن دي بي (الإنجليزية)
- هيلين مارتن على موقع قاعدة بيانات الفيلم (الإنجليزية)